# Institut de Ciències del Patrimoni
L'Institut de Ciències del Patrimoni (Incipit) (en gallec Instituto de Ciencias do Patrimonio i en castellà Instituto de Ciencias del Patrimonio) és un centre de recerca espanyol dependent del Consell Superior d'Investigacions Científiques (CSIC), forma part de la seva àrea d'Humanitats i Ciències Socials. Es dedica a l'estudi del patrimoni cultural com a problema científic, temàtica que inclou la seva formació i origen, la seva significació i quin sentit pren en els diversos contexts socials, els problemes de gestió, conservació i protecció, l'ús social i públic així com les seves funcions i potencialitats per al desenvolupament econòmic i sociocultural.
La seva seu està situada a Santiago de Compostel·la, al Campus Vida de la Universitat de Santiago de Compostel·la.

## Història
Al setembre de 2006 es va signar un protocol de col·laboració entre la Xunta de Galícia i el Ministeri d'Educació i Ciència per a la creació a Galícia de diversos centres científics de referència amb participació del CSIC i les universitats gallegues. Un dels centres planificats era el llavors conegut com a Centre de Ciències del Patrimoni Cultural. El 26 de gener de 2010 el Consell Rector del CSIC va acordar crear el nou institut com a centre propi del CSIC amb el nom oficial d'Institut de Ciències del Patrimoni. L'Incipit va ser format, en part, a partir de l'anterior Laboratorio de Patrimoni o (Llepassa) que formava part del Instituto de Estudios Gallegos Padre Sarmiento (IEGPS), també situat a Santiago de Compostel·la.

La resolució del Consell Rector del CSIC també estableix la missió general de l'institut:
"La missió de l'Institut de Ciències del Patrimoni és fomentar, desenvolupar, validar i difondre recerca científica i tecnològica de qualitat i de caràcter pluridisciplinar sobre el patrimoni cultural amb la finalitat de contribuir a l'avanç del coneixement, al desenvolupament econòmic, social i cultural del seu entorn, a la formació de personal investigador especialitzat i a l'assessorament des del coneixement expert a entitats públiques i privades, tant nacionals com a internacionals. La seva labor ha de repercutir sobre el seu entorn immediat, tant acadèmic i científic com a administratiu i social".
El 19 de maig de 2010, Rafael Rodrigo, president del CSIC, va nomenar director de l'Institut de Ciències del Patrimoni a l'arqueòleg Felipe Criado-Boado, actualment en el càrrec.
Al juny de 2010, el CSIC autoritza l'ús de l'acrònim "Incipit" per referir-se a l'Institut de Ciències del Patrimoni.
A l'abril de 2019, es planifica el trasllat del Incipit a l'Edifici Fontán de la Ciutat de la Cultura de Galícia a Santiago de Compostel·la, gràcies a un acord entre la Xunta de Galícia i el CSIC.

## Publicacions
L'Institut de Ciències del Patrimoni edita i publica tres sèries monogràfiques:
- Anaina, dedicada a la publicació de textos de divulgació sobre patrimoni cultural des de 2011.
- Cadernos de Arqueoloxía i Patrimoni (CAPA), sobre memòries de treball de camp, informes tècnics, treballs acadèmics, protocols i especificacions des de 1997.
- Traballos de Arqueoloxía i Patrimoni (TAPA), sobre la publicació d'estudis monogràfics, tesis doctorals i actes de congressos des de 1997.